# 210. Division
Die 210. Division sind folgende militärische Einheiten auf Ebene der Division:

## Infanterie-Divisionen
- 210. Division (Wehrmacht), 1942 zunächst als Stab in Kassel aufgestellt, 1942–1944 in Nordnorwegen eingesetzt
- 210ª Divisione costiera (Königreich Italien)